# Distretto di Kongba
Il distretto di Kongba è un distretto della Liberia facente parte della contea di Gbarpolu.